# Revignano
La frazione di Revignano (Rvignan o Revignan in piemontese) forma con il paese di Vaglierano l'omonima circoscrizione, che si estende per circa 15 km² nella zona sud ovest del comune di Asti. La località conta circa 400 abitanti.
Dal 1978 opera per la valorizzazione del territorio un gruppo di volontari uniti sotto l'omonima ProLoco.

## Infrastrutture e trasporti
La località fu servita, fra il 1882 e il 1935, da una fermata dedicata lungo la tranvia a vapore Asti-Canale.

## Curiosità
Nella frazione abitò dal 1941 al settembre 1945 il cantautore genovese Fabrizio De André con la famiglia e vi trascorse le vacanze estive fino all'agosto 1950.
 Alla sua gioventù trascorsa a Revignano De André dedicò la canzone "Ho visto Nina volare" nel suo ultimo album, Anime Salve del 1996. La canzone parla della sua amica e compagna di giochi Nina Manfieri che vive tuttora alla "Cascina dell'Orto".